# Strele (Adelsgeschlecht)

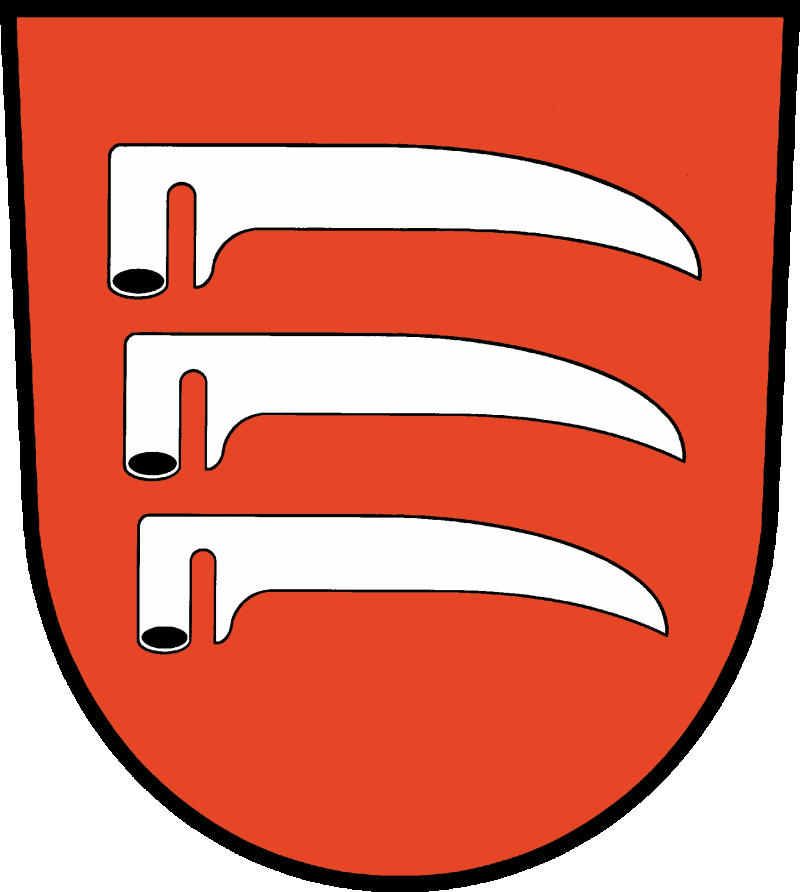
Wappen der Stadt Friedland

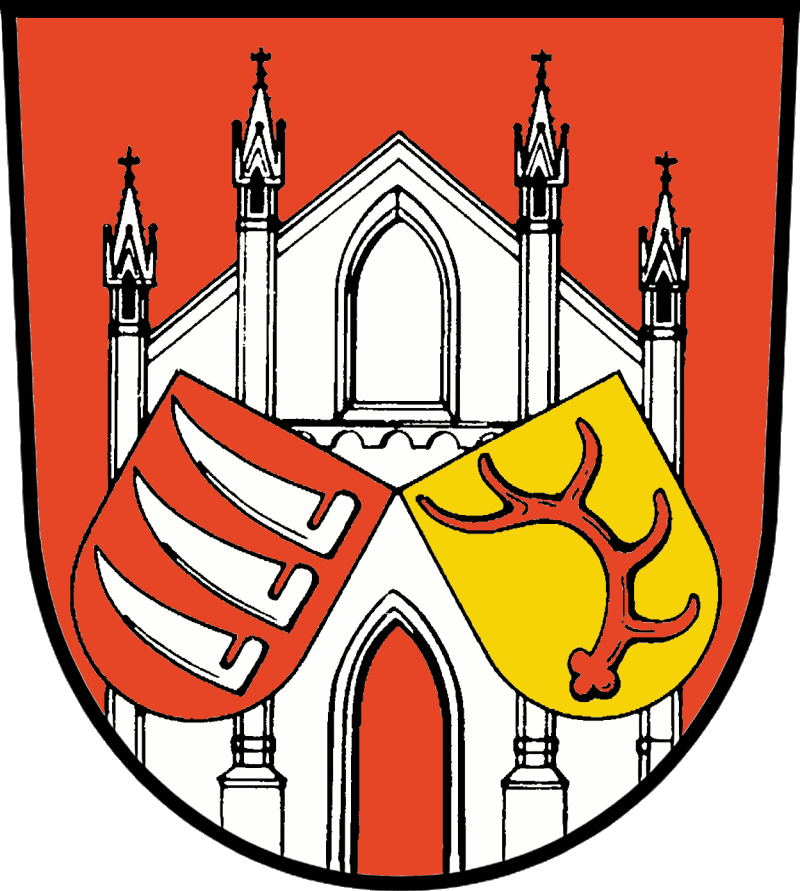
Wappen der Stadt Beeskow

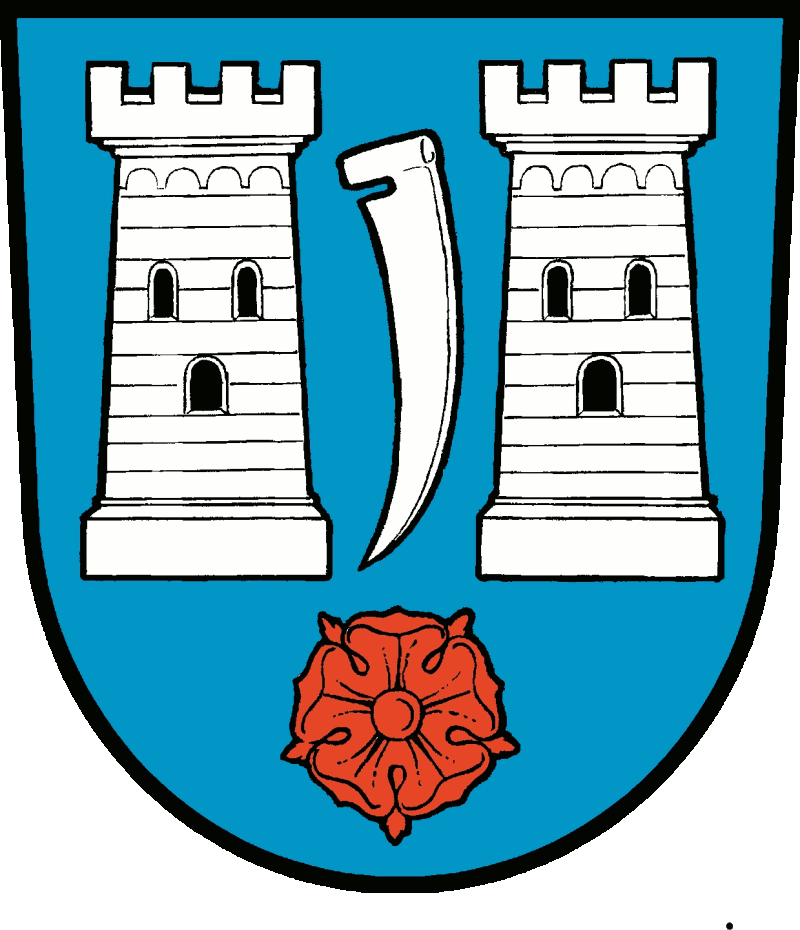
Wappen der Stadt Lieberose

Wappen des Landkreises Oder-Spree

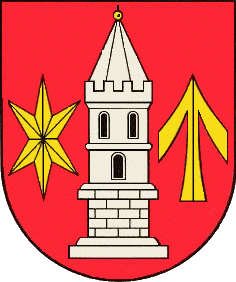
Wappen der Stadt Strehla

Wappen der Stadt Storkow (Mark)

Die Ritter von Strele waren ein Reichsministerialiengeschlecht aus der Burggrafschaft Strehla an der Elbe, das seit dem 11. Jahrhundert den Wettinern zu Diensten war und zwischen 1202 und 1879 auch mehrere Burgen und Ortschaften besaß. Es war eine der ältesten Lausitzer Herrschaften, die einflussreiche Ämter ausübten und im Wettinischen großen Einfluss hatten.
Die von Strele werden den Nachfahren Widukinds zugeordnet. Die Familie von Strele starb 1384 aus.
Abweichende, historische Namensschreibweisen waren Strehle und Strehla. Bis heute wird Strehla wegen seiner Kanzel, die der Bildhauer Melchior Tatzen 1565 aus Ton schuf, auch Topp-Strehle genannt.

## Geschichte
Um 1202 setzte Markgraf Konrad von Landsberg aus dem Hause Wettin das bedeutende Adelsgeschlecht von Strele als seine Beauftragten ein. Sie sollten die Nordgrenze der Lausitz gegen die Askanier und die Wenden, später den Besitz auch gegen Bauernunruhen schützen. Mit dem 1245 verlorenen Teltow-Fläming-Krieg gingen den Wettinern alle Gebiete nördlich der Spree mit Köpenick, die wichtige Burg Lebus und der alte slawische Hauptort Mittenwalde verloren.
Als die von Strele von der Elbe nach Storkow (Mark) kamen, waren sie schon um die 200 Jahre als fähige und kluge Leute in Mitteldeutschland bekannt. Unter dem Einfluss der Meißner Markgrafen begannen sie hier den Landesaufbau im nördlichsten wettinischen Einflussgebiet. Als Herren von Storkow und Beeskow, Berater und Zeugen der Landesherren, hohe geistliche Würdenträger, Archidiakone der Lausitz, Domherren in Lebus, Meißen, Merseburg und Zeitz, hatten sie in der Zeit um 1200–1382 bedeutenden Einfluss und einen bleibenden Anteil an der Entwicklung der Region.
Die vermutlich 1136 von den Wettinern errichtete Grenzfestung und erstmals um 1209 beurkundete, vermutlich hölzerne Burg Storkow wurde Anfang des 13. Jahrhunderts von den Herren von Strele übernommen. Sie bauten sie als steinerne Burg aus, die als eine der ältesten und bedeutendsten Burganlagen in Ostbrandenburg Jahrhunderte Zentrum der Stadt und Umgebung war. Die wettinische Herrschaft Storkow war in der Lausitz die größte und bedeutendste Herrschaft. Am Ende der Herrschaft der Streles übernahmen die Herren von Bieberstein deren Besitz.
Die Streles errichteten Mitte des 13. Jahrhunderts westlich der Handelsstraße Leipzig-Luckau-Lebus an der Spreeüberquerung in Beeskow einen Bergfried als zweites Herrschaftszentrum und begannen im damals slawischen Siedlungsgebiet mit der planmäßigen Stadtgründung. In der Niederlausitz wird neben Guben, Luckau und Spremberg auch Beeskow 1314 als Münzprägestätte der Herren von Strele erwähnt.
Die von den Wettinern gegründete, erstmals 1272 erwähnte Stadt Lieberose und die Wasserburg waren vermutlich um 1301 im Besitz derer von Strele.
Anfang des 14. Jahrhunderts gründeten sie Friedland als castrum et oppidum, also Burg und Siedlung.
Im Jahr 2005 wurde der Verbund der Strele-Burgen ins Leben gerufen. Im Rahmen der Rekonstruktion ihrer Burgen starteten die Kommunen Beeskow, Storkow und Friedland eine Tourismusoffensive unter anderem auch mit der Serie „Kultur auf den Streleburgen“ und erinnern so bewusst an die gemeinsame Herrschaftsgeschichte.

## Wappen
Das ursprüngliche herrschaftliche Wappen derer von Strele zeigt drei Sense (Werkzeug)Sensenklingen übereinander, die Klingen einheitlich ausgerichtet, deren Schäfte auf einer Seite. Die „Streler Sensenklingen“ sind noch heute im Wappen von Friedland auf rotem Grund zu sehen. Im Stadtwappen von Beeskow sind sie im linken Schild erhalten. Im Wappen von Lieberose ist heute davon noch eine mittig dargestellt. Die Sensenklingen sind auch in einem Wappenfeld des heutigen Landkreises Oderspree enthalten (siehe Abbilder).
Während diese von den Streles selbst gegründeten, neuen Ortschaften ihr Wappen zumindest in Teilen aufweisen, zeigen die Wappen der ebenfalls mit den Streles in Verbindung stehenden, damals bedeutenderen Städte Strehla (Herkunftsort) und Storkow (Herrschaftssitz) noch frühere Symbole:
Die Stadt Strehla hat ihre Wurzeln in einer slawischen Siedlung. Der im Wappen enthaltene Pfeil (= altsorbisch strěla) lässt ein redendes Wappen vermuten. Auch Storkow, von den Streles als späteren Herrschaftssitz eingenommen, war eine schon vorher bestehende slawische Siedlung und hatte bereits vor den Streles eine hölzerne Burg. Der Stadtname geht auf das slawische Sturkuowe zurück, was eine Bezeichnung für einen Weg durch den Sumpf meint. Der Name wird unwissenschaftlich allerdings gern mit dem Storch – altslawischer Ausdruck strucku – (der in der seenreichen Gegend häufig anzutreffen ist) in Verbindung gebracht. Das Stadtwappen zeigt dieses Tier, seit es bildliche Überlieferungen davon gibt.

## Vertreter derer von Strele
Unvollständige Auflistung derer von Strele nach verschiedenen Quellen:
- um 1250: Planmäßige Stadtgründung Beeskows. Erster Stadtherr war Konrad von Strele.
- 1272: Die Gebrüder Bernhard und Reinhard Ritter von Strele übernehmen am 30. November Stadt und Burg Beeskow als Eigentum und waren auch Patrone der Beeskower Pfarrkirche.
- 1283 wurde der Ritter Reinhard von Strele vom Erzbischof von Magdeburg mit dem Dorf Hermersdorf (damals Hermansdorp) belehnt[14]
- 1307: Timo von Strehla (Strehle) ist vermutlicher Besitzer der Herrschaft Friedland.
- 1349: Hanns von Strele vereinigt Beeskow und Storkow, nach seinem Tod geht Storkow im selben Jahr an Johann und Beeskow an Botho von Strele.
- 1368: Reinhard von Strele ist Herr zu Storkow, Botho von Torgau ist Herr von Beeskow.
- 1382: Reinhard von Strele, Hauptmann der Mark, entscheidet über eine Buße, welche die Stadt Eberswalde der Stadt Köpenick zu leisten hat.